# Miroslav Petřík
Miroslav Petřík (* 17. října 1931 Praha) byl český a československý politik KSČ, za normalizace ministr zemědělství a výživy České socialistické republiky a poslanec České národní rady.

## Biografie
Pocházel z dělnické rodiny. Po absolvování základní školy pracoval jako traktorista v STS. Absolvoval dělnickou přípravku a nastoupil k studiu na Vysokou školu zemědělskou v Praze. Vysokoškolské vzdělání pak dokončil na Timirjazevově akademii v Moskvě roku 1956. Pracoval jako agronom ve státním statku Ďáblice. Od roku 1960 byl funkcionářem v zemědělském oddělení Krajského výboru KSČ pro Středočeský kraj. Do roku 1970 byl vedoucím Krajské zemědělské stanice Zdiby, pak nastoupil na post ředitele České zemědělské akademie. V letech 1971-1975 byl náměstkem českého ministra zemědělství a výživy, potom se stal generálním ředitelem oborového ředitelství Zemědělského zásobování a nákupu v Praze. Byl poslancem KNV ve Středočeském kraji a angažoval se na různých úrovních v strukturách KSČ. Publikoval odborné práce z oboru pícninářství a krmivářství a byl editorem brožur, které vydával Institut vzdělávání pracovníků v zemědělství MZVŽ.
V září 1976 byl jmenován členem české druhé vlády Josefa Korčáka jako ministr zemědělství. Post si udržel i v třetí vládě Josefa Korčáka do roku 1981. Působil rovněž v České národní radě. Byl do ní zvolen ve volbách roku 1976 a mandát poslance zastával do voleb roku 1981.